# The Unauthorised Breakfast Item
The Unauthorised Breakfast Item  is het veertigste album van de Britse progressieve rockband Caravan. Het is een album met originele nummers van de groep, het eerste album na The Battle Of Hastings waarop echt nieuwe songs te beluisteren zijn.

## Tracklist
1. Smoking Gun - Pye Hastings (Right For Me)
2. Revenge - 5:15 (Pye Hastings)
3. The Unauthorised Breakfast Item - 4:44 (Pye Hastings)
4. Tell Me Why - 6:16 (Pye Hastings)
5. It's Getting A Whole Lot Better - 8:57 (Pye Hastings)
6. Head Above The Clouds - 7:21 (Pye Hastings)
7. Straight Through The Heart - 4:40 (Pye Hastings)
8. Wild West Street - 4:47 (Geoff Richardson)
9. Nowhere To Hide - 8:54 (David Sinclair)
10. Linders Field - 3:36 (Doug Boyle)

Bij de originele eerste uitgave van dit album zat een bonus-cd met opnames van de eerste vier nummers in een live concert in Japan in mei 2003, plus een orkest-versie van For Richard, opgenomen in Quebec in juli 2002.

## Bezetting
- Pye Hastings, zang, gitaar
- Geoff Richardson altviool, cello, gitaar
- Jan Schelhaas keyboard
- Doug Boyle, gitaar
- Jim Leverton, basgitaar, zang, conga’s
- Richard Coughlan, drums

met:
- Jimmy Hastings, saxofoon
- David Sinclair, keyboard
- Simon Bentall, percussie
- Ralph Cross, percussie